# Haru, Gustavs
Haru är en ö i Finland. Den ligger i Skärgårdshavet och i kommunen Gustavs i den ekonomiska regionen  Nystadsregionen i landskapet Egentliga Finland, i den sydvästra delen av landet. Ön ligger omkring 65 kilometer väster om Åbo och omkring 220 kilometer väster om Helsingfors. 
Öns area är 1,5 hektar och dess största längd är 190 meter i sydväst-nordöstlig riktning. Närmaste större samhälle är Gustavs, 14,7 km sydost om Haru.